# Махала Вишњица
Махала Вишњица је насељено мјесто у општини Кисељак, Босна и Херцеговина.

## Становништво
|             | 2013.      | 1991.        | 1981.        | 1971.        | 1961.        |
| Укупно      | 0 (0,000%) | 14 (100,0%)  | 21 (100,0%)  | 37 (100,0%)  | 39 (100,0%)  |
| Бошњаци     | –          | 14 (100,0%)1 | 20 (95,24%)1 | 34 (91,89%)1 | 35 (89,74%)1 |
| Хрвати      | –          | –            | 1 (4,762%)   | 2 (5,405%)   | 4 (10,26%)   |
| Југословени | –          | –            | –            | 1 (2,703%)   | –            |

1. 1 На пописима од 1971. до 1991. Бошњаци су пописивани углавном као Муслимани.